# Заборона на професії
Заборона на професії(нім. Berufsverbot) — система заборон на професії (часто на основі відповідних законів), активно або приховано запроваджена у низці країн з метою покарання або дискредитації авторитету дійсних або вигаданих противників політики чи панівної ідеології, активне переведення цих осіб на низький матеріальний рівень майже до зубожіння.

## Заборони на професії у Німеччині
Відповідно до закону нацистської Німеччини від 1933 року (нім. Berufsbeamtengesetz) запроваджено заборону на низку професій для німецьких євреїв, для художників-модерністів та політичних противників нацизму.
Практика заборони на професії й надалі практикувалась у Федеративній Республіці Німеччина за років холодної війни та мала каральний характер.
Широку відомість отримав і затверджений у ФРН на початку 1970-х років закон, що став відомим у європейських країнах як «Berufsverbot». Він не мав карального характеру, але помітно обмежував діяльність осіб і організацій, метою котрих були руйнування конституційного устрою країни чи зазіхання на цей тип устрою. Особам, метою котрих були руйнування конституційного устрою країни, заборонялись посади у будь-яких державних установах.

## Заборони на професії у Франції
Власні закони на заборони на професії має Франція. Вони стосуються колишніх депутатів. Їм довічно заборонена бізнесова діяльність, пов'язана із нерухомістю та залученням грошей він мешканців країни. Окрім цього, колишні депутати на термін у два роки позбавлені права на працю у фірмах, де головує державне замовлення у виробництві. Також заборона діє і на працю у фірмах, де головний пакет акцій належить державі.

## Заборони на професії у Сполучених Штатах
Обмеження на професійну діяльність існують і у США. Так, колишні конгресмени на термін один рік позбавлені права виступати у конгресі чи мати контакти з його новими членами — для запобігання корупції.

## Заборони на професії у середньовічній Венеціанській республіці
Власні заборони на професії мала і середньовічна Венеціанська республіка. Заборони на професії були розповсюджені для євреїв та не стосувалися мануфактурного виробництва, лихварства і медицини, досить незахищених і небезпечних на той час.

## Польща і заборони на професії
На початок XXI століття у низці країн Східної Європи діє закон на заборону професій у державних закладах для осіб і громадян, що співпрацювали зі службами розвідки СРСР або активно працювали у комуністичних партіях своїх країн. (Комуністична ідеологія у цих країнах у межах кампанії декомунізації прирівняна до нацизму.) Так, цей закон діє у Польщі і забороняє громадянам отримувати посади у вищих державних закладах. Відповідний закон про заборону на професії не розповсюджується на громадян, практична діяльність котрих не була скерована за часів комуністичного режиму проти профспілок, політичної опозиції та проти католицької церкви.

## Заборони на професії у Радянському Союзі

### Заборони на професії для іншодумців у СРСР
- Найчастіше звільненням і репресіям піддавали незалежних у думках і діях журналістів. Серед них — Валерій Марченко та Андрій Амальрік.
  - Валерій Марченко (1947—1984) — звільнений 1973 року за сміливі промови і друковані статті, засуджений у місті Київ на шість років позбавлення волі і два роки заслання. Новий арешт — у 1983 році. Засуджений до 10 років позбавлення волі та на п'ять років заслання. Загинув у тюремному таборі.
  - Андрій Амальрік (1938—1980) — журналіст, письменник, драматург, дисидент. Наприкінці 1968 року звільнений з АПН, вимушено працював листоношею. Автор скандальної на той час книги «Просуществует ли Советский Союз до 1984 года?» Відбув заслання до Сибіру, тюремне ув'язнення, табір у Колимі. Був і новий арешт, вимушено емігрував із СРСР 1976 року. Загинув при нез'ясованих обставинах в автомобільній катастрофі в Іспанії.

- Револьт Пименов, доктор математичних наук. Був звільнений і став жертвою репресивної психіатрії. 1957 року був звинувачений у заснуванні антирадянської групи, отримав 10 років концтаборів. Новий арешт у 1970 років і вирок — п'ять років заслання.

- За вільнодумство звільнили вчительку Валерію Михайлівну Герлін, викладача літератури з московської школи (про її звільнення наважився сповістити журнал «Огонёк»[2]. Вчителька у 1949—1953 роках відбула покарання по політичному звинуваченню на засланні у місті Караганда. Разом із чоловіком (Айхенвальд Юрій Олександрович) брала участь у дисидентському русі і разом із ним була примусово звільнена зі школи. Подружжя подало позов до суду і несподівано вибороло скасування рішення про звільнення. В останні роки життя Валерія Михайлівна Герлін була літературним редактором газети «30 октября», котру друкував російський «Мемориал»[3].

- У посткомуністичній Росії Старовойтова Галина Василівна послідовно виступала за необхідність притягнення до відповідальності організаторів і провідників політики тоталітаризму. У грудні 1992 року внесла в Верховну Раду РФ законопроєкт «Про заборону на професії для провідників політики тоталітарного режиму». У ньому пропонувалося піддати професійним обмеженням працівників партапарату Комуністичної партії, штатних співробітників і агентуру радянських і російських спецслужб. У 1997 році повторно намагалася внести цей документ на розгляд Держдуми РФ, але закон так і не було прийнято. Фактично була прихильником люстрації в Росії. Вбита у Санкт-Петербурзі 20 листопада 1998 року за досі нерозслідуваних обставин[4].

### Заборони на професії для інакомислячих науковців у СРСР
У СРСР науку генетику визнали ворожою комуністичній ідеології. 1947 року радянський генетик В. П. Ефроїмсон, знавець мов, переклав з англійської критичну статтю Ф. Г. Добржанського проти лженауковця Тимофія Лисенка, що було звичною науковою практикою для науковців всього світу і не мало кримінального характеру. Генетик В. П. Ефроїмсон також наважився розповісти про цю статтю на лекції студентам Харківського університету.
- Донос був досить швидко, а справу передали у Комісію Мінвишу. Комісія Мінвишу СРСР на чолі з головою Топчієвим А. В. звільнила науковця В. П. Ефроїмсона «за поступки, що зганьбили високе звання викладача вишу»[5].
- Ефроїмсон встиг захистити докторську дисертацію, що пройшла атестацію ВАКу, після доносу і рішення Комісії Мінвишу 1947 року її анулювали. Звання доктора наук він поверне собі лише через 15 років[5].
- Ефроїмсон не скорився і надіслав 1949 року власну доповідь про неприпустимість пропаганди ненаукових ідей Лисенка та їхню шкоду для біології, генетики і практики сільського господарства. Відповіддю на зазіхання науковця на державну ідеологічну доктрину був арешт та відбування покарання у концтаборі для радянських людей у Казахстані до 1955 року[5].
- Ефроїмсон не скорився і після звільнення з концтабору. Надіслав антилисенківський трактат Генеральному прокурору СРСР[5].
- Випадок з арештом Ефроїмсона і забороною на професію був не випадковим. 1948 року у СРСР була зруйнована майже уся система викладання біології у відповідних вишах. Міністр освіти СРСР С. В. Кафтанов звільнив або наказав заборонити професійну діяльність сотням професорів та викладачам різних вишів та радянських університетів[5].
- Всі висновки В. П. Ефроїмсона були підтримані іншим науковцем і систематиком, котрим був Любищев Олександр Олександрович (1890—1972). Вагомість підтримки Любищевим наукових висновків Ефроїмсона була тим більшою, що Любищев ішов власним шляхом досліджень і прийшов до аналогічних висновків. В науці це показник істинності чужих досліджень[5]. Серед антилисенківських матеріалів Любищева — стаття «Об аракчеевском режиме в биологии», створена влітку 1953 року, а також низка листів-звітів до декількох журналів і газет та до Уряду СРСР. Любищева не звільнили з посади викладача лише тому, що його розцінювали в столиці малозначущим професором із провінції.

### Заборони на професії для гомосексуалів-чоловіків у СРСР
Існувала заборона на низку професій для гомосексуалів-чоловіків у СРСР, що проводилась приховано, але досить рішуче (офіцери, вчителі, ідеологічний сектор, лікарі тощо), хоча природна статева орієнтація могла ніяк не бути пов'язаною ні з професійним рівнем особи (чоловіки мали й по дві вищі освіти), ні бути використаною на пошук статевих партнерів, ні з використанням примусу чи підлеглого стану співробітників.
Вибірковість застосування заборони на професії для гомосексуалів-чоловіків у СРСР впадала в око тому, що не була розповсюджена на жінок-лесбійок, бо апріорно вважалось, що їхні стосунки не носять руйнівно-агресивного характеру чи відвертої аморальності. Тим не менше заборону на професії застосовували і для жінок у випадках хабарництва. Жінку-лікаря зі скандалом звільняли навіть у випадках, коли та була самотньою і матеріально утримувала двох або трьох дітей.

### Заборони на професії для діячів мистецтв у СРСР
Заборони на професії широко практикували у СРСР і для діячів мистецтв — художників, акторів, скульпторів, театральних режисерів, низки письменників. Незахищеними були навіть офіційно визнані і ті, що працювали у межах соціалістичного реалізму. Роками приховували факти з мученицького життя театрального режисера Олександра Таїрова, директора Музею витончених мистецтв Б. Н. Терновця, московського художника Ситникова Василя Яковича, жінки-скульптора Віри Мухіної та інших.
Віру Мухіну примусили покинути 1930 року посаду викладача у ВХУТЕМАСі. У ВХУТЕМАСі тоді провели політичну «чистку від троцькістів». Насилля над Мухіною продовжились і після звільнення — були арешт, допити на Луб'янці у НКВС, по закінченні допитів вона вимушено покинула Москву і відбула у місто Воронеж, де вже відбував покарання її чоловік, лікар Замков.
1938 року знято з посади директора Музею витончених мистецтв Бориса Миколайовича Терновця (1884—1941), що мало на меті покарання.